# 美國駐菲律賓大使
美利堅合眾國駐菲律賓共和國大使（英語：ambassador of the United States of America to the Republic of the Philippines），1946年7月4日菲律賓從美國獨立後成立。
自1996年以來，駐菲律賓大使也被派駐帛琉共和國。大使在羅哈斯大道沿線的美國駐菲律賓大使館工作，並在馬卡蒂福布斯公園居住。大使在碧瑶市還有一處夏宮，即美國官邸。

## 駐菲律賓共和國大使
| 照片 | 美国大使               | 开始           | 結束           |
| ---- | ---------------------- | -------------- | -------------- |
|      | 保罗·V·麦克纳特        | 1946年7月4日   | 1947年3月22日  |
|      | 埃米特·奧尼爾          | 1947年9月22日  | 1948年4月28日  |
|      | 邁倫·M·考恩            | 1949年5月23日  | 1951年10月14日 |
|      | 雷蒙德·斯普魯恩斯      | 1952年2月7日   | 1955年4月1日   |
|      | 荷馬·S·弗格森          | 1955年4月12日  | 1956年3月23日  |
|      | 阿爾伯特·F·努費爾      | 1956年7月20日  | 1956年11月6日  |
|      | 查尔斯·波伦            | 1957年6月4日   | 1959年10月15日 |
|      | 約翰·D·希克森          | 1960年1月13日  | 1961年12月8日  |
|      | 威廉·史蒂文森          | 1962年2月5日   | 1964年6月14日  |
|      | 小威廉·麦考密克·布莱尔 | 1964年8月5日   | 1967年10月21日 |
|      | G·門南·威廉斯          | 1968年6月17日  | 1969年4月7日   |
|      | 白鲁德                 | 1969年8月29日  | 1973年5月25日  |
|      | 威廉·希利·沙利文       | 1973年8月6日   | 1977年4月26日  |
|      | 大衛·D·紐瑟姆          | 1977年11月11日 | 1978年3月30日  |
|      | 理查德·W·墨菲          | 1978年6月8日   | 1981年8月10日  |
|      | 麥可·阿馬科斯特        | 1982年3月12日  | 1984年4月18日  |
|      | 斯蒂芬·博斯沃思        | 1984年5月4日   | 1987年4月2日   |
|      | 卜勵德                 | 1987年8月27日  | 1991年7月20日  |
|      | 弗兰克·威斯纳          | 1991年8月16日  | 1992年6月10日  |
|      | 索樂文                 | 1992年9月4日   | 1993年3月1日   |
|      | 约翰·内格罗蓬特        | 1993年10月26日 | 1996年8月5日   |
|      | 托馬斯·C·哈伯德        | 1996年9月3日   | 2000年7月24日  |
|      | 邁克爾·E·馬林諾夫斯基  | 2000年7月24日  | 2001年9月      |
|      | Robert W. Fitts        | 2001年9月      | 2002年2月21日  |
|      | 小弗朗西斯·J·里卡多内  | 2002年2月21日  | 2005年4月3日   |
|      | 約瑟夫·A·穆索梅利      | 2005年4月3日   | 2005年8月      |
|      | 張戴佑                 | 2005年8月      | 2006年3月22日  |
|      | 克里斯蒂·肯尼          | 2006年3月22日  | 2009年11月19日 |
|      | 小哈里·K·托馬斯        | 2010年4月27日  | 2013年10月16日 |
|      | 菲利普·戈德堡          | 2013年11月21日 | 2016年10月28日 |
|      | 金星容                 | 2016年12月4日  | 2020年10月4日  |
|      | John C. Law            | 2020年10月4日  | 2021年9月1日   |
|      | 希瑟·瓦里亞瓦          | 2021年9月1日   | 2022年7月22日  |
|      | 玫琳凯·卡尔森          | 2022年7月22日  | 至今           |

## 註释
1. ↑  曾任驻菲律宾高级专员（英语：High Commissioner to the Philippines）
2. ↑  任内逝世
3. 1 2 3 4 5 6  担任临时代办

## 外部連結
- United States Department of State: Chiefs of Mission for the Philippines （页面存档备份，存于）
- United States Department of State: Philippines （页面存档备份，存于）
- United States Embassy in Manila （页面存档备份，存于）